# Photovoltaik Global 30 Index

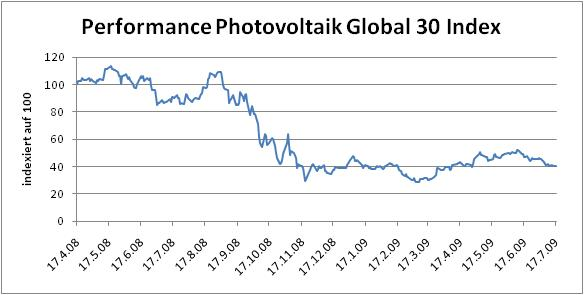
Photovoltaik Global 30 Index mit Rückrechnung 4/2008 bis 7/2009

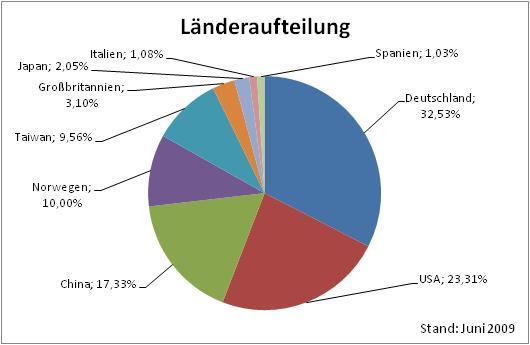
Länderaufteilung des Photovoltaik Global 30 Index im Juni 2009

Der Photovoltaik Global 30 Index war ein Index der Deutschen Börse. Er wurde am 1. Juni 2009 gestartet und zum 30. November 2018 eingestellt. Der Index war nach Marktkapitalisierung gewichtet und enthielt bis zu 30 Unternehmen. Grundvoraussetzungen für die Indexaufnahme waren ein Umsatz von mindestens 50 Prozent im Bereich Photovoltaik, ein täglicher Börsenumsatz von einer Million US-Dollar sowie eine Marktkapitalisierung von 100 Millionen US-Dollar. Das Maximalgewicht je Indexmitglied beträgt grundsätzlich 10 Prozent. Im Turnus von drei Monaten erfolgten Indexanpassungen, aber auch bei besonderen Ereignissen (z. B. Insolvenz) wurde die Zusammensetzung geändert. Als Basiswert gilt der 16. September 2005 mit 100 Punkten. Die Berechnung erfolgte automatisiert im Minutentakt.
In den Photovoltaik Global 30 Index konnten im Mai 2009 börsennotierte Aktiengesellschaften aus allen Ländern aufgenommen werden mit Ausnahme von Argentinien, Chile, China, Indien, Kolumbien, Saudi-Arabien, Simbabwe und Venezuela.

## Entwicklung

Länderaufteilung des Photovoltaik Global 30 Index im März 2010

In der Rückrechnung hätte der Kursindex am 27. Dezember 2007 seinen bisher höchsten Wert mit 206,19 Punkten gehabt. Ein historischer Tiefstand wurde am 20. November 2012 mit 10,58 erreicht.
Im Laufe der Jahre erfüllten teilweise weniger Unternehmen die Kriterien des Regelwerks der Deutschen Börse. Zwar hätte nach dem deutschen Leitfaden auch eine Aufnahme kleinerer Unternehmen erfolgen können, doch ist im englischen Leitfaden keine weitere Abweichung von den aufgestellten Regeln vorgesehen. Demnach ist eine Marktkapitalisierung von 100 Millionen US-Dollar nicht erforderlich, aber ein durchschnittlicher täglicher Börsenumsatz von 1 Million US-Dollar gilt als Richtwert. Im Dezember 2013 waren nur 12 Unternehmen vertreten.
| Rang 2009 | Rang 2013 | Unternehmen                                                               | Land                   | Anteil im Juni 2009 | Anteil im Juli 2015 |
| --------- | --------- | ------------------------------------------------------------------------- | ---------------------- | ------------------- | ------------------- |
| 2         | 1         | Renewable Energy Corporation (REC)                                        | Norwegen               | 10,00 %             | 4,44 %              |
| 7         | 2         | SunPower                                                                  | Vereinigte Staaten     | 5,43 %              | 9,35 %              |
|           | 3         | Meyer Burger                                                              | Schweiz                |                     | 6,50 %              |
| 23        | 4         | Trina Solar                                                               | China Volksrepublik    | 1,21 %              | 9,28 %              |
| 5         | 5         | SMA Solar Technology                                                      | Deutschland            | 7,62 %              | 6,14 %              |
| 8         | 6         | Motech Industries                                                         | Taiwan                 | 3,33 %              | 4,10 %              |
| 1         | 7         | First Solar                                                               | Vereinigte Staaten     | 10,00 %             | 8,14 %              |
| 27        | 8         | Neo Solar Power                                                           | Taiwan                 | 1,01 %              | 5,30 %              |
| 20        | 9         | E-Ton Solar Tech, gehört zur Inventec-Group                               | Taiwan                 | 1,53 %              | 2,55 %              |
| 18        | 10        | Gintech Energy                                                            | Taiwan                 | 1,73 %              | 1,75 %              |
| 17        | 11        | Green Energy Technology (GET)                                             | Taiwan                 | 1,95 %              | 1,42 %              |
|           | 12        | Solartech Energy Corp                                                     | Taiwan                 |                     | 1,67 %              |
|           |           | SunEdison, gehört zu MEMC                                                 | Vereinigte Staaten     |                     | 12,85 %             |
| 3         |           | SolarWorld                                                                | Deutschland            | 10,00 %             |                     |
| 4         |           | Q-Cells, 2012 Übernahme durch Hanwha                                      | Deutschland            | 8,14 %              |                     |
| 6         |           | Suntech Power Holdings                                                    | China Volksrepublik    | 5,85 %              |                     |
| 9         |           | Energy Conversion Devices (ECD)                                           | Vereinigte Staaten     | 3,33 %              |                     |
| 10        |           | GT Advanced Technologies                                                  | Vereinigte Staaten     | 3,31 %              |                     |
| 11        |           | PV Crystalox Solar                                                        | Vereinigtes Konigreich | 3,10 %              |                     |
| 12        |           | Centrotherm photovoltaics                                                 | Deutschland            | 2,76 %              |                     |
| 13        |           | LDK Solar Company                                                         | China Volksrepublik    | 2,65 %              |                     |
| 14        |           | Yingli Green Energy                                                       | China Volksrepublik    | 2,63 %              | 2,00 %              |
| 15        |           | JA Solar Holdings                                                         | China Volksrepublik    | 2,13 %              | 3,45 %              |
| 16        |           | NPC Incorporated                                                          | Japan                  | 2,05 %              |                     |
| 19        |           | Phoenix Solar AG                                                          | Deutschland            | 1,60 %              |                     |
| 21        |           | Roth & Rau AG, 2011 zu Meyer Burger                                       | Deutschland            | 1,40 %              |                     |
| 22        |           | Evergreen Solar, 2011 im Insolvenzverfahren                               | Vereinigte Staaten     | 1,24 %              |                     |
| 24        |           | Aion Renewables S.p.A. (vorher Kerself S.p.A), 2013 im Insolvenzverfahren | Italien                | 1,08 %              |                     |
| 25        |           | Solarfun Power Holdings (SOLF), 2010 Übernahme durch Hanwha               | China Volksrepublik    | 1,05 %              |                     |
| 26        |           | Solaria                                                                   | Spanien                | 1,03 %              |                     |
| 28        |           | Conergy AG, 2013 im Insolvenzverfahren                                    | Deutschland            | 1,01 %              |                     |
| 29        |           | ReneSola                                                                  | China Volksrepublik    | 0,93 %              |                     |
| 30        |           | Canadian Solar                                                            | Kanada                 | 0,88 %              | 9,74 %              |
|           |           | JinkoSolar                                                                | China Volksrepublik    |                     | 7,31 %              |
|           |           | Solartron                                                                 | Thailand               |                     | 1,81 %              |
|           |           | Jun Yang Solar Power                                                      | Hongkong               |                     | 1,46 %              |
|           |           | S-Energy                                                                  | Korea Sud              |                     | 0,72 %              |

Der Index wurde am 30. November 2018 eingestellt, da aus Sicht des Indexanbieters keine Nachfrage der Kunden mehr nach dem Index vorlag.

## Finanzinstrumente
Im Zusammenhang mit dem Börsenindex wurde auch ein Zertifikat angeboten. Emittentin war von Mai 2009 bis November 2011 die niederländische Bank ABN AMRO und seitdem die britische Royal Bank of Scotland mit Sitz in Edinburgh und Amsterdam. Am 5. November 2013 teilte die Royal Bank of Scotland mit, dass dieses Produkt mit Wirkung zum 28. Februar 2014 gekündigt und das Angebot beendet worden sei.